# Ethelumoides holthuisi
Ethelumoides holthuisi is een pissebed uit de familie Eubelidae. De wetenschappelijke naam van de soort is voor het eerst geldig gepubliceerd in 1989 door Ferrara & Taiti.